# Riedelia latiligula
Riedelia latiligula är en enhjärtbladig växtart som beskrevs av Theodoric Valeton. Riedelia latiligula ingår i släktet Riedelia och familjen Zingiberaceae. Inga underarter finns listade i Catalogue of Life.